# Elachista kebneella
Elachista kebneella is een vlinder uit de familie grasmineermotten (Elachistidae). De wetenschappelijke naam is voor het eerst geldig gepubliceerd in 1977 door Traugott-Olsen & Nielsen.
De soort komt voor in Europa.